# Јунионвил (Северна Каролина)
Јунионвил (енгл. Unionville) град је у америчкој савезној држави Северна Каролина.

## Демографија
По попису из 2010. године број становника је 5.929, што је 1.132 (23,6%) становника више него 2000. године.
| Група             | 2000.         | 2010.         |
| Белци             | 4.571 (95,3%) | 5.559 (93,8%) |
| Афроамериканци    | 107 (2,2%)    | 102 (1,7%)    |
| Азијати           | 16 (0,3%)     | 35 (0,6%)     |
| Хиспаноамериканци | 82 (1,7%)     | 178 (3,0%)    |
| Укупно            | 4.797         | 5.929         |